# 5374 Hokutosei
5374 Hokutosei eller 1989 AM1 är en asteroid i huvudbältet som upptäcktes 4 januari 1989 av de båda japanska astronomerna Kazuro Watanabe och Masayuki Yanai vid Kitami-observatoriet. Den är uppkallad efter den japanska expresståg linjen Hokutosei.
Asteroiden har en diameter på ungefär 38 kilometer.